# Kalidium foliatum
Kalidium foliatum là loài thực vật có hoa thuộc họ Dền. Loài này được (Pall.) Moq. mô tả khoa học đầu tiên năm 1849.